# Sgrammatura
In economia, la sgrammatura, o riporzionamento (in inglese shrinkflation, da cui deriva il calco riduflazione), è la strategia commerciale che consiste nel ridurre le dimensioni, la quantità o la qualità dei prodotti in vendita, mantenendo stabile il loro prezzo. La parola inglese è una macedonia delle parole shrink ("restringere") e inflation ("inflazione"). Il primo utilizzo del termine inglese è stato attribuito sia a Pippa Malmgren sia a Brian Domitrovic.

## Utilizzo
La sgrammatura consente alle aziende di aumentare il ritorno sulle vendite e la redditività riducendo i costi, mantenendo, al tempo stesso, il volume delle vendite. È una strategia spesso  utilizzata come alternativa all'aumento dei prezzi di vendita in conseguenza dell'inflazione.

## Impatto sui consumatori
Le associazioni dei consumatori sono critiche nei confronti della sgrammatura perché ha l'effetto di ridurre in modo "furtivo" il valore del prodotto. A differenza dell'aumento di prezzo, la riduzione della confezione è più difficile da percepire dai consumatori abituali, incidendo negativamente sulla capacità dei consumatori di fare scelte d'acquisto informate. È stato infatti riscontrato che i consumatori sono più scoraggiati dall'aumento dei prezzi che dalla riduzione delle dimensioni delle confezioni.
Fornitori e rivenditori sono stati chiamati a essere onesti con i clienti; secondo Ratula Chakraborty, docente di amministrazione aziendale, essi dovrebbero essere legalmente obbligati a informare i clienti quando le dimensioni delle confezioni sono state ridotte. La dirigenza aziendale distoglie l'attenzione dal restringimento dei prodotti puntando sul concetto minimalista espresso dalla frase less is more, ad esempio rivendicando i benefici per la salute di porzioni più piccole o i benefici ambientali di un ridotto imballaggio.